# Niemirów (sanatorium)

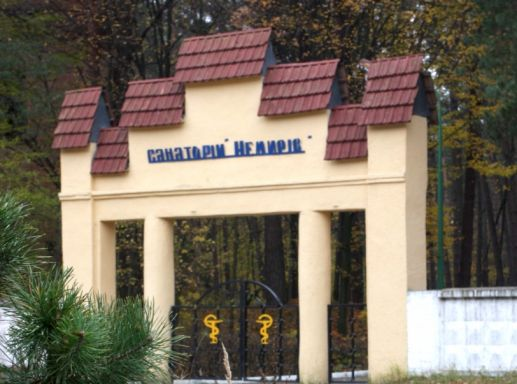
Sanatorium «Niemirów» – brama wjazdowa (2011)

Niemirów (ukr. Немирів) – sanatorium znajdujące się w lesie sosnowym, na peryferiach miasteczka Niemirów w obwodzie lwowskim, na Ukrainie. Działa od 1814 roku. Stężenie siarkowodoru sięga w niemirowskich wodach do 180 mg/l. Ze względu na skład chemiczny należą one do grup: siarczkowo-wapniowo-sodowych i siarkowodorowych.